# Picătură

Picătură de apă de la robinet

O picătură sau strop este o coloană mică de lichid, care este delimitată complet sau aproape complet de suprafețele libere. O picătură se poate forma atunci când lichidul se acumulează la capătul inferior al unui tub sau alte limitări de suprafețe. Picăturile se mai pot forma prin condensarea unor vapori sau prin pulverizarea unei mase mai mari de lichid. 
Atunci când un lichid curge dintr-un tub cu orificiul strâmt, nu se produce o curgere continuă, ci intermitentă, prin picături. Numărul de picături în care se fracționează un volum dat de lichid depinde de tensiunea superficială a acestuia. Picătura care se formează la capătul capilarului se desprinde numai atunci când greutatea ei (G) devine egală cu forța de tensiune superficială (F).
Sub acțiunea forțelor de tensiune superficială, picăturile iau formă sferică, datorită condiției fizice de atingere a unui minim al energiei potențiale. Pentru un volum dat, forma sferică are suprafața cea mai mică și de aceea și forma picăturilor este sferică.

## Tensiune de suprafata

Picătură de apă dansând pe o suprafață de apă supusă vibrațiilor

Formele lichide scad deoarece lichidul prezintă tensiune superficială.
Un mod simplu de a forma o picătură este de a permite lichidului să curgă încet de la capătul inferior al unui tub vertical cu diametru mic. Tensiunea superficială a lichidului determină suspendarea lichidului din tub, formând un pandantiv. Când picura depășește o anumită dimensiune, nu mai este stabilă și se detașează. Lichidul care cade este, de asemenea, o picătură menținută împreună de tensiunea superficială.

### Viscozitatea și experimentele de cădere
Unele substanțe care par a fi solide, pot fi prezentate ca fiind lichide extrem de viscoase, deoarece formează picături și prezintă comportamentul picăturilor.

## Viteză
O picătură cu un diametru de 3 mm are o viteză terminală de aproximativ 8 m/s. Picături cu diametrul mai mic de 1 mm vor atinge 95% din viteza lor terminală în limita a 2 m. Dar, deasupra acestei dimensiuni, distanța pentru a ajunge la viteza terminală crește brusc. Un exemplu este o picătură cu un diametru de 2 m care poate atinge acest lucru la 5,6 m.

## Optica
Datorită indicelui de refracție diferit al apei și al aerului, refracția și reflexia apar pe suprafețele picăturilor de ploaie, ceea ce duce la formarea curcubeului.

## Sunet
Principala sursă de sunet când o picătură atinge o suprafață lichidă este rezonanța bulelor excitate prinse sub apă. Aceste bule oscilante sunt responsabile de cele mai multe sunete lichide, cum ar fi apa curenta sau stropi, deoarece acestea consta, de fapt, din mai multe coliziuni picurare-lichid.

## Formă

Formele picăturilor de ploaie, în funcție de dimensiunile lor.

Forma clasică asociată cu o picătură (cu un vârf ascuțit în partea superioară) provine din observarea unei picături lipite pe o suprafață. Forma unei picături care cade printr-un gaz este de fapt mai mult sau mai puțin sferică pentru picături mai mici de 2 mm în diametru. Picăturile mai mari tind să fie mai aplatizate în partea inferioară datorită presiunii gazului pe care îl deplasează. Ca urmare, pe măsură ce picăturile devin mai mari, se formează o depresiune concavă care duce la eventuala descompunere în cădere.

## Galerie

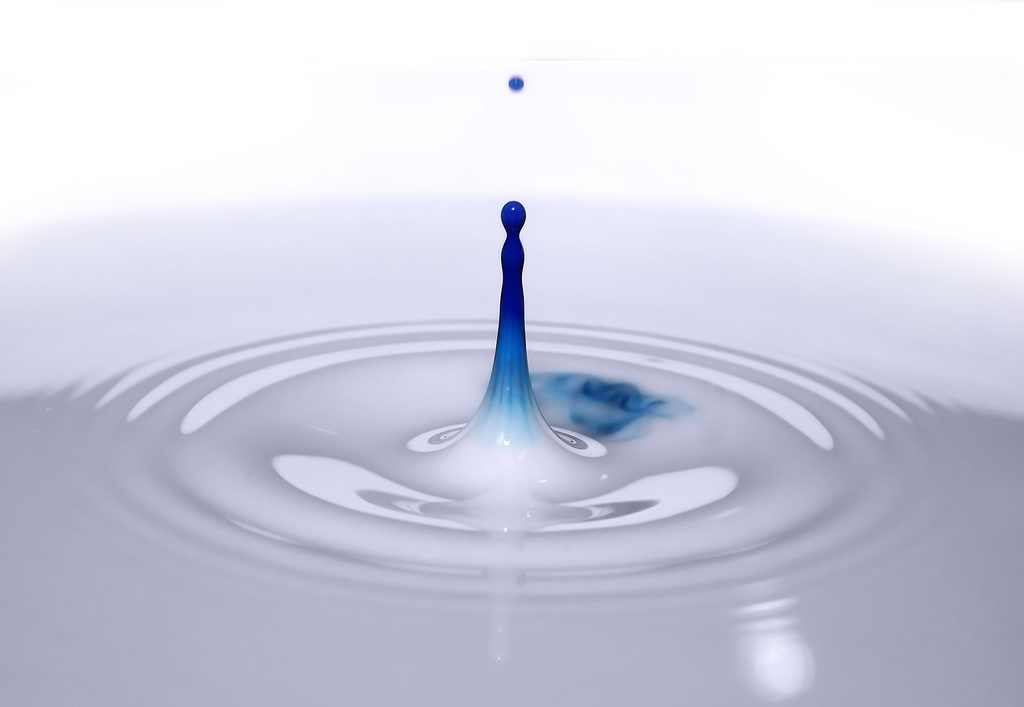
Colorantul albastru este picurat într-o farfurie de lapte.
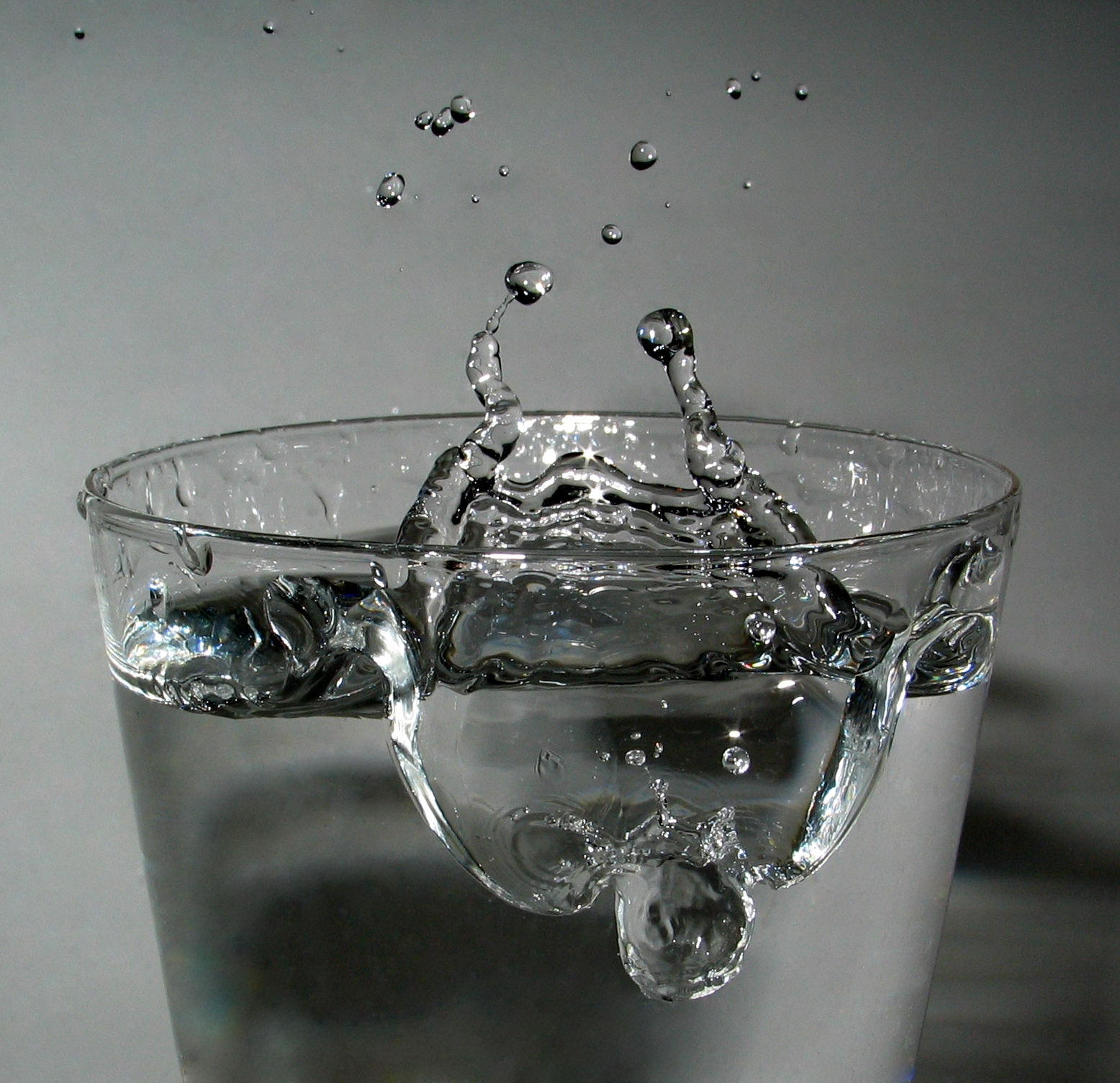
Impactul unei picături de apă.
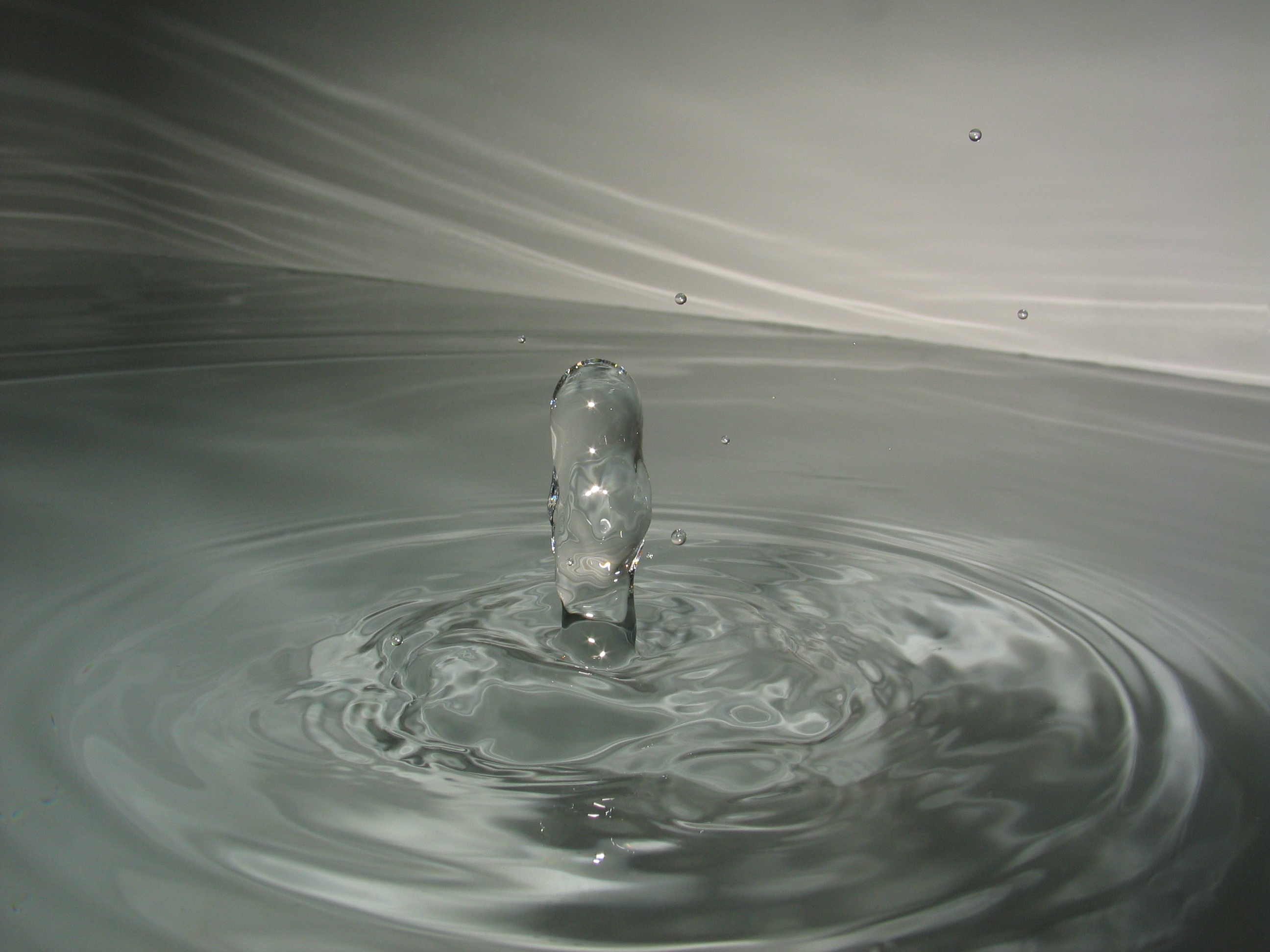
Jet invers generat de impactul unei picături cu suprafața liberă a lichidului.
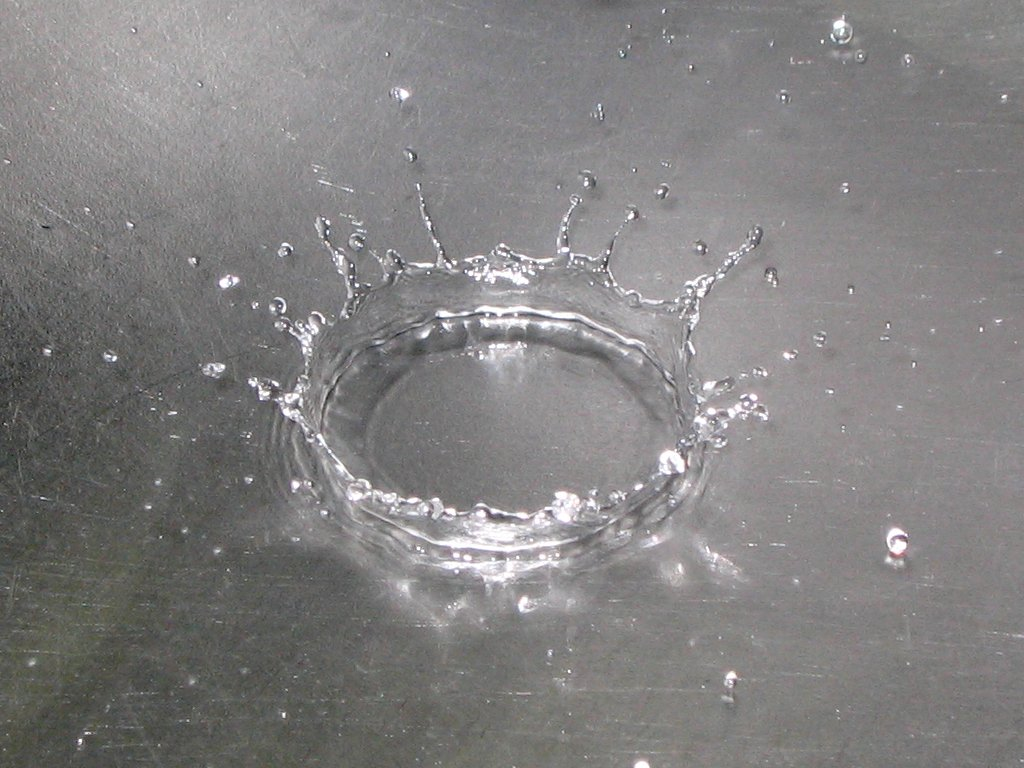
O picătură de apă lovind o suprafață de metal/formarea coroanei datorită stropirii picăturilor.
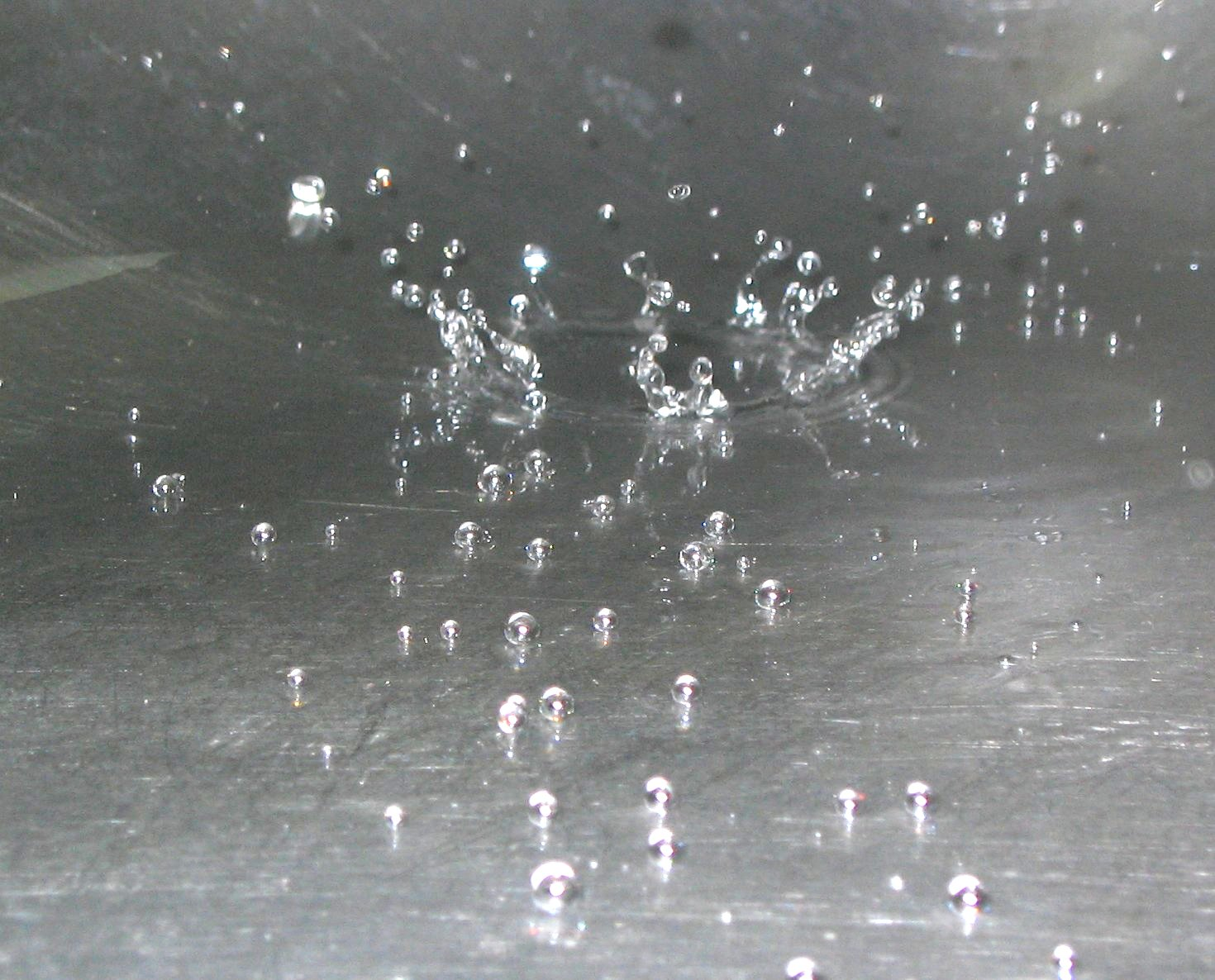
O picătură de apă lovind o suprafață metalică umedă și ejectând mai multe picături, care devin globule de apă care apoi se contopesc cu suprafața apei.
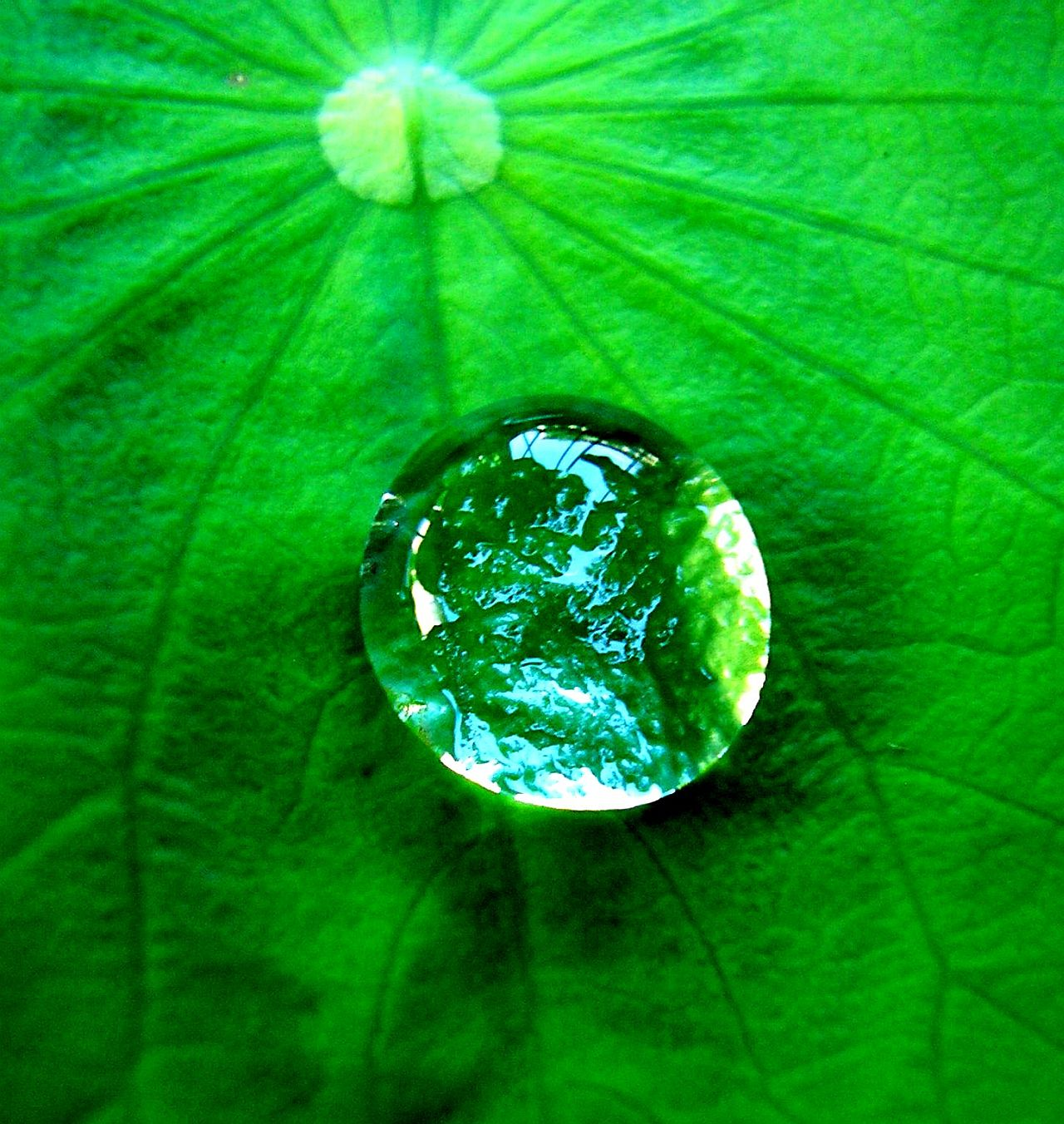
O picătură de apă pe o frunză / Efect hidrofobic / Umezire parțială.
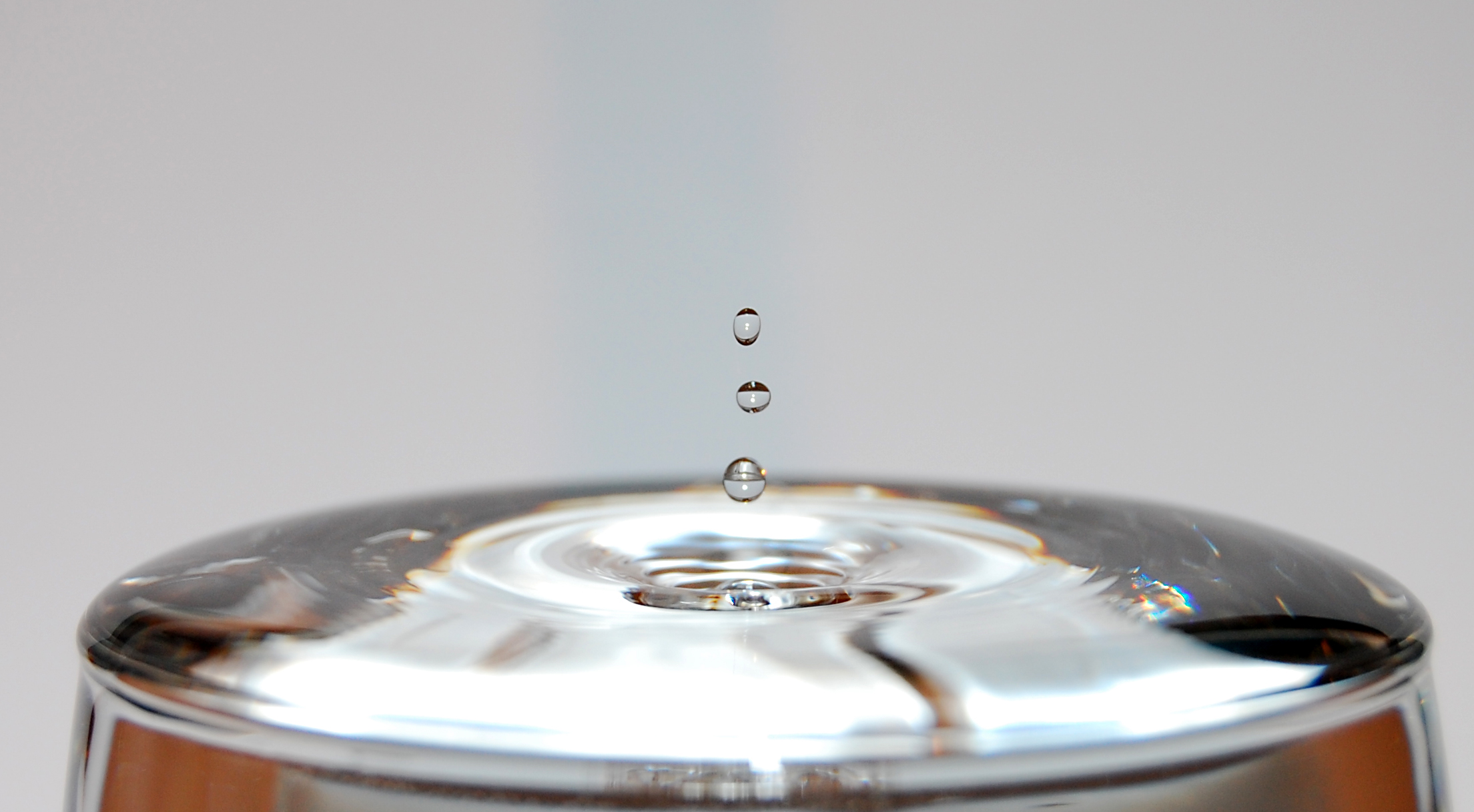
O picătură triplă generată de impactul cu o suprafață liberă a lichidului.
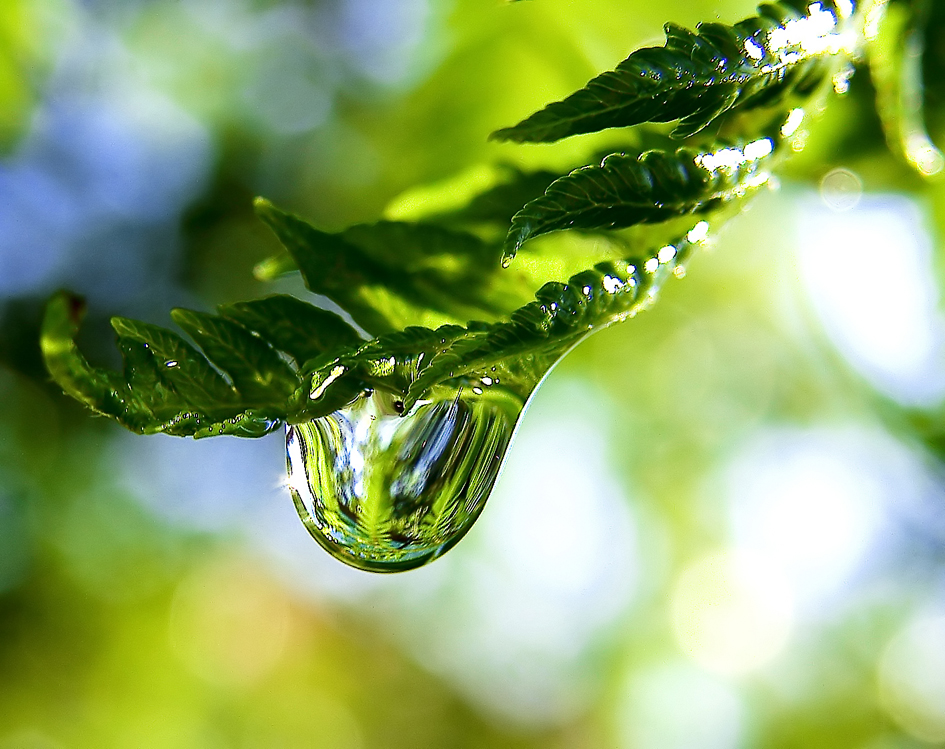
O picătură de ploaie pe o frunză de ferigă.
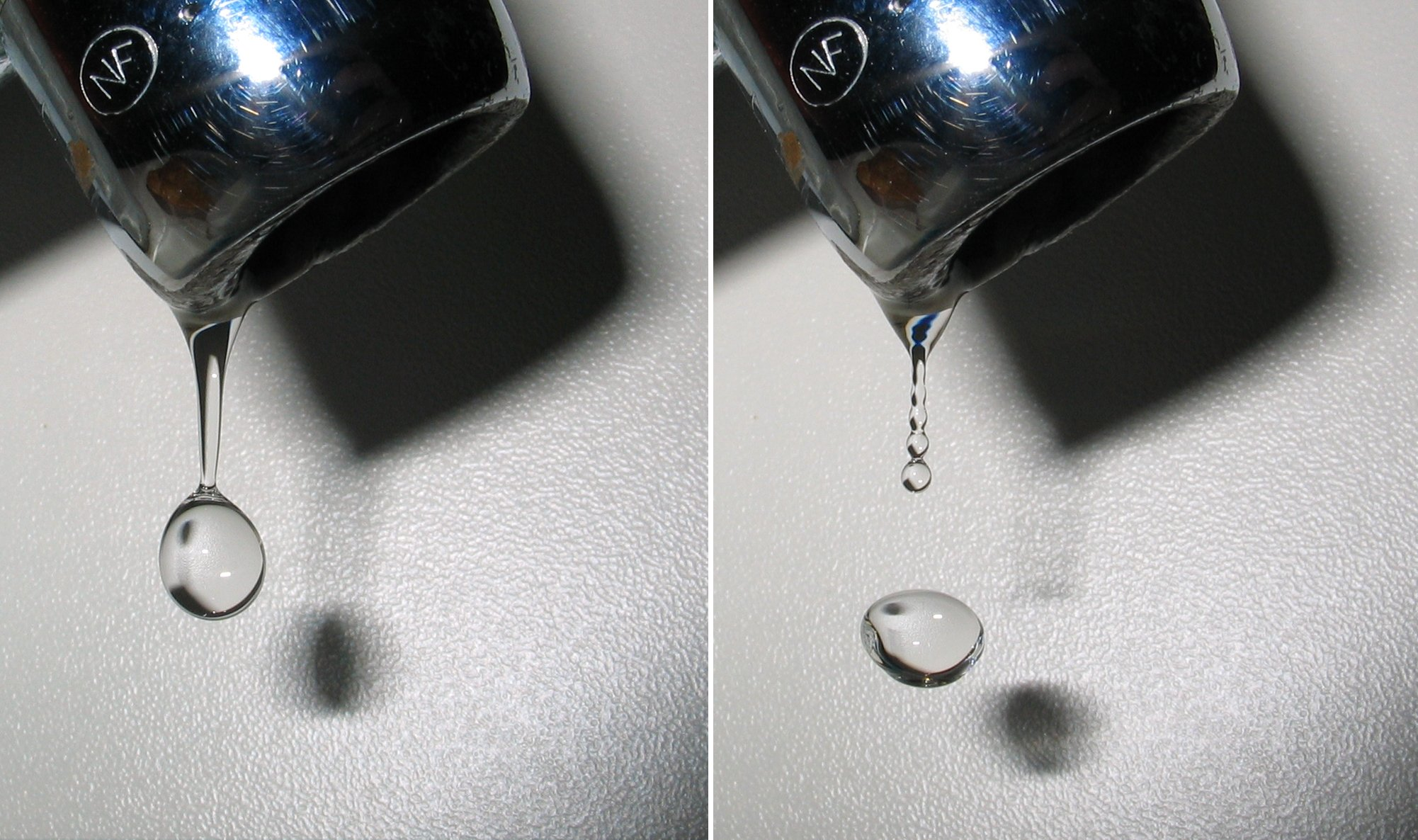
O picătură înainte și după detașare.
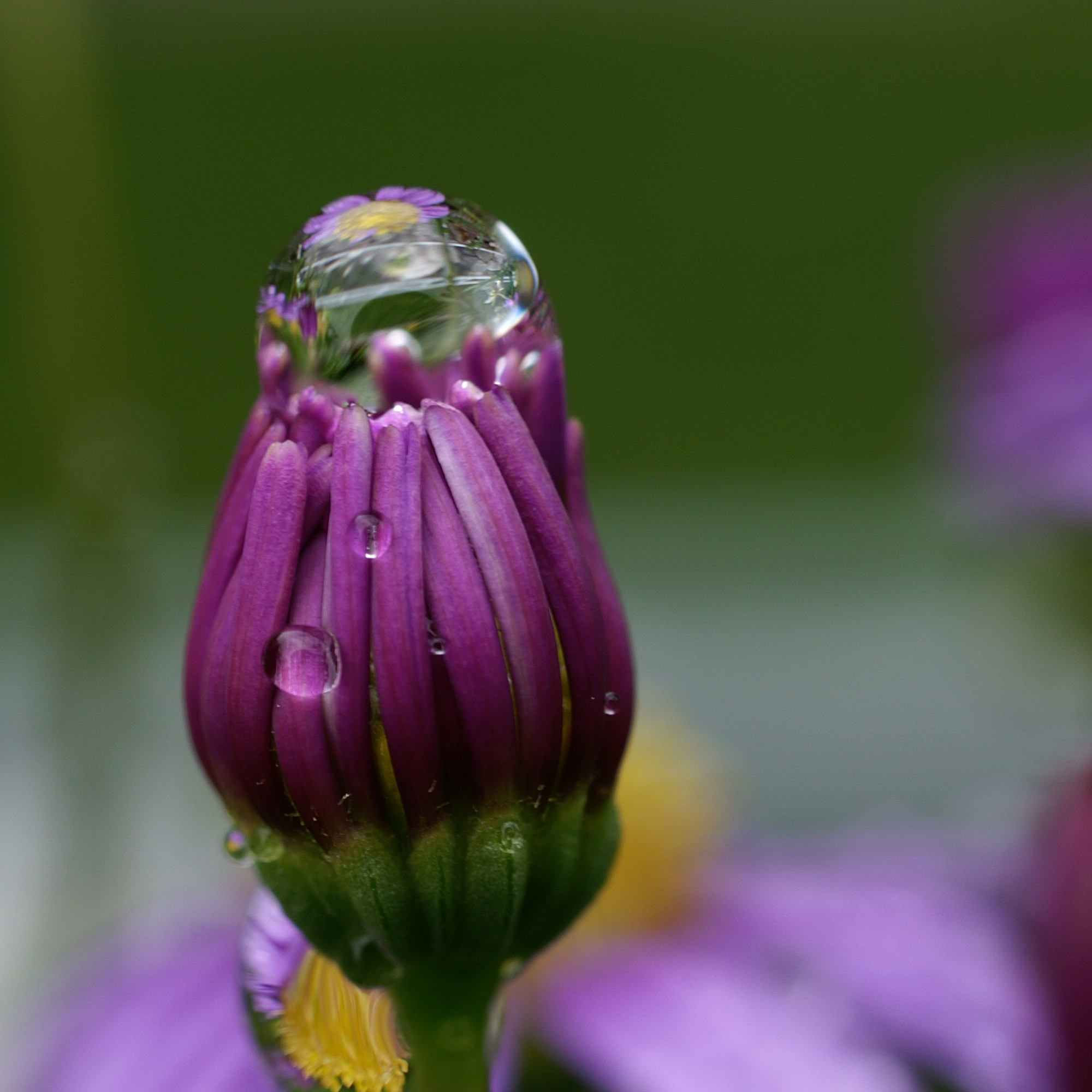
O picătură de apă pe un Asteraceae
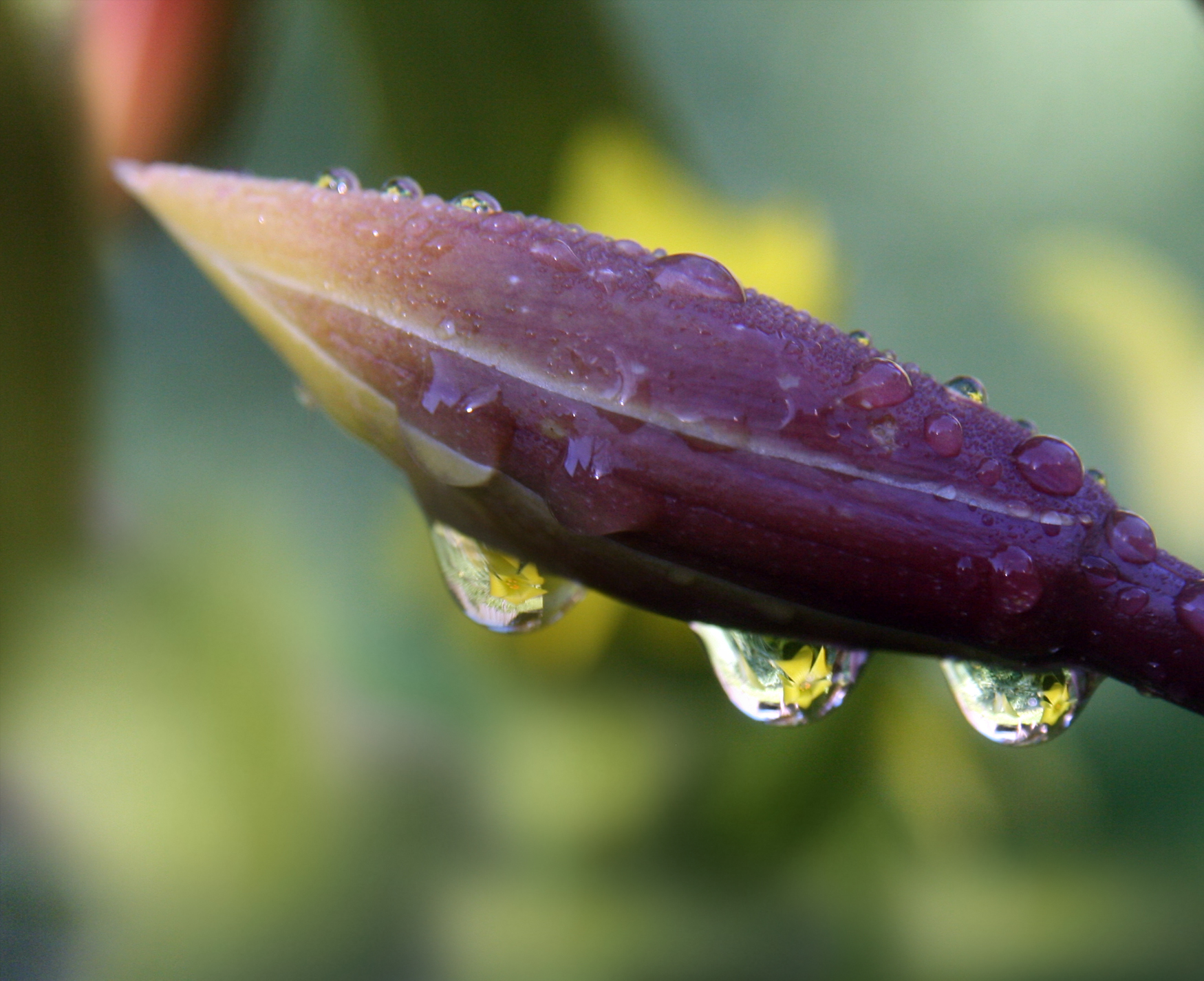
Picături de apă refractând o floare mică.
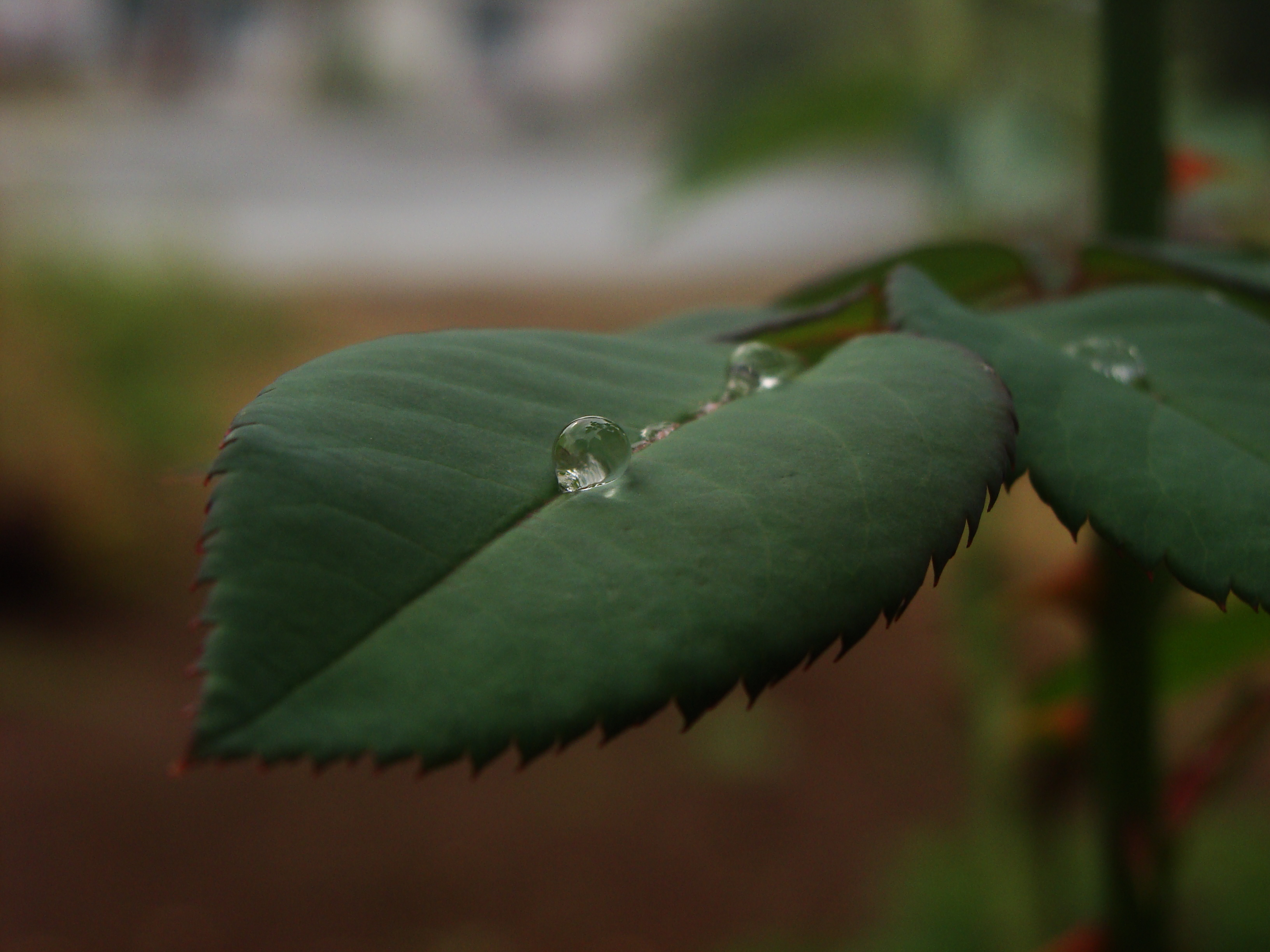
O picătură de ploaie pe o frunză
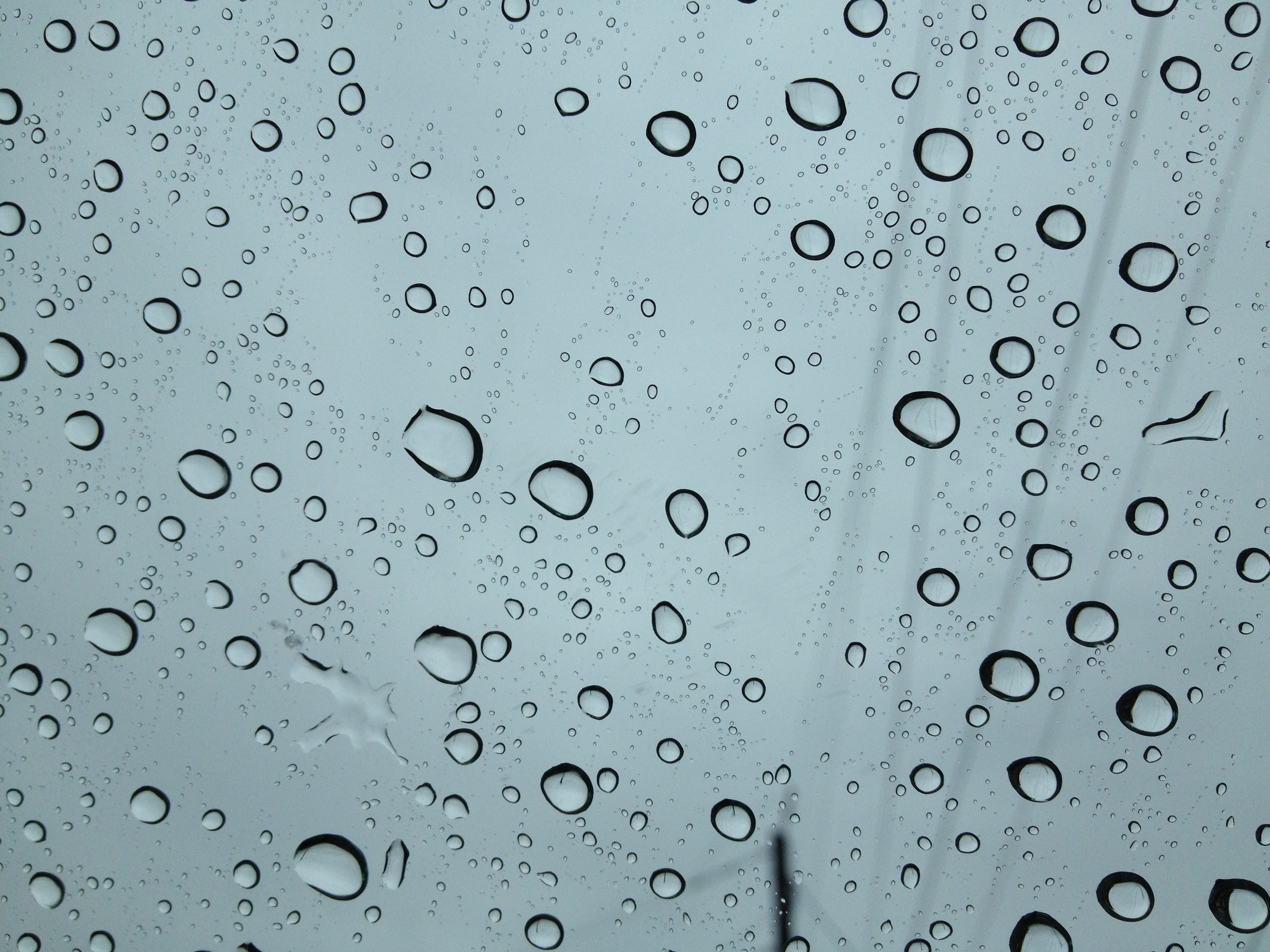
Picături de apă pe sticlă.
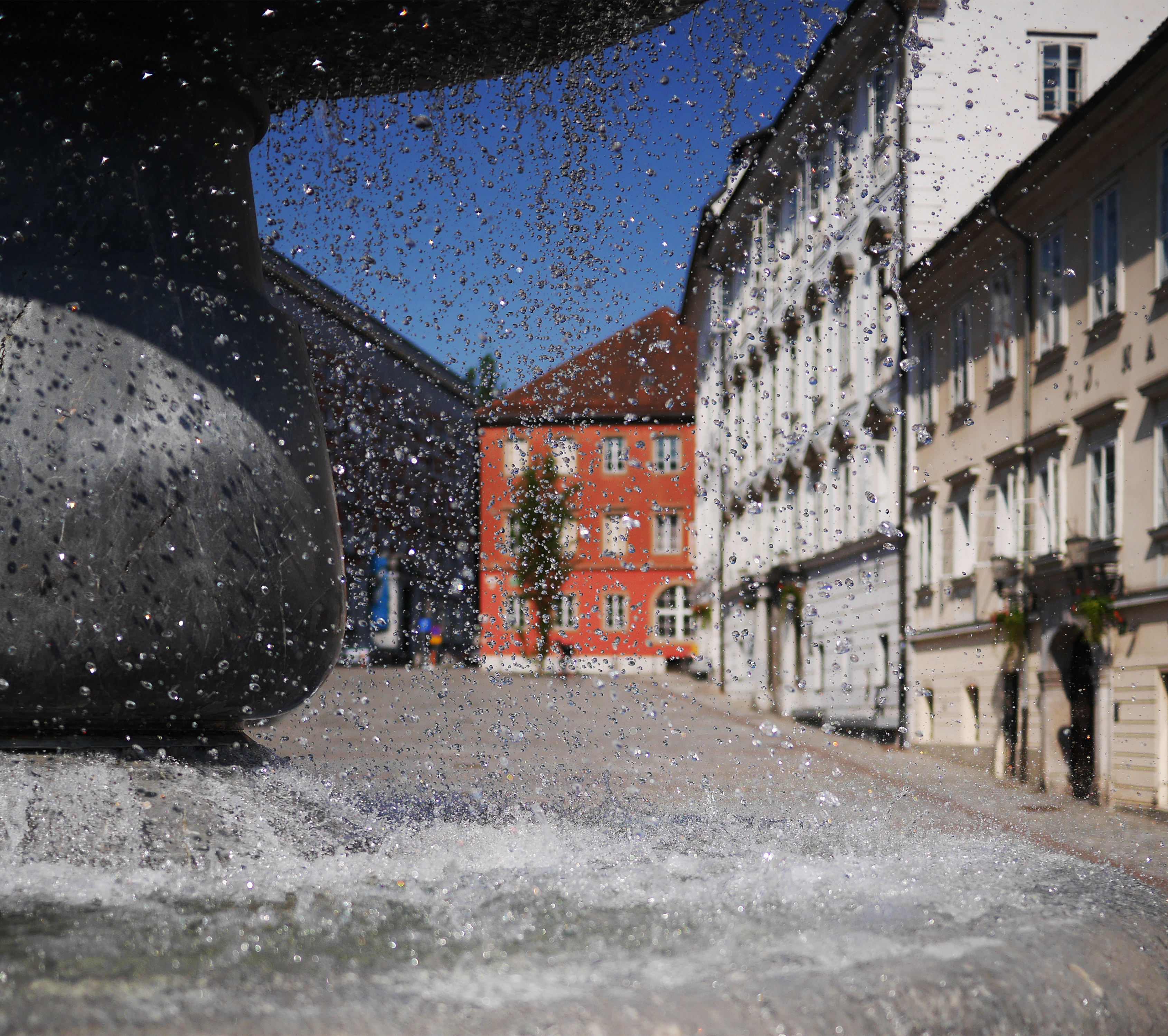
Picăturile de apă din fântână, așa cum se vede în expunerea foarte scurtă
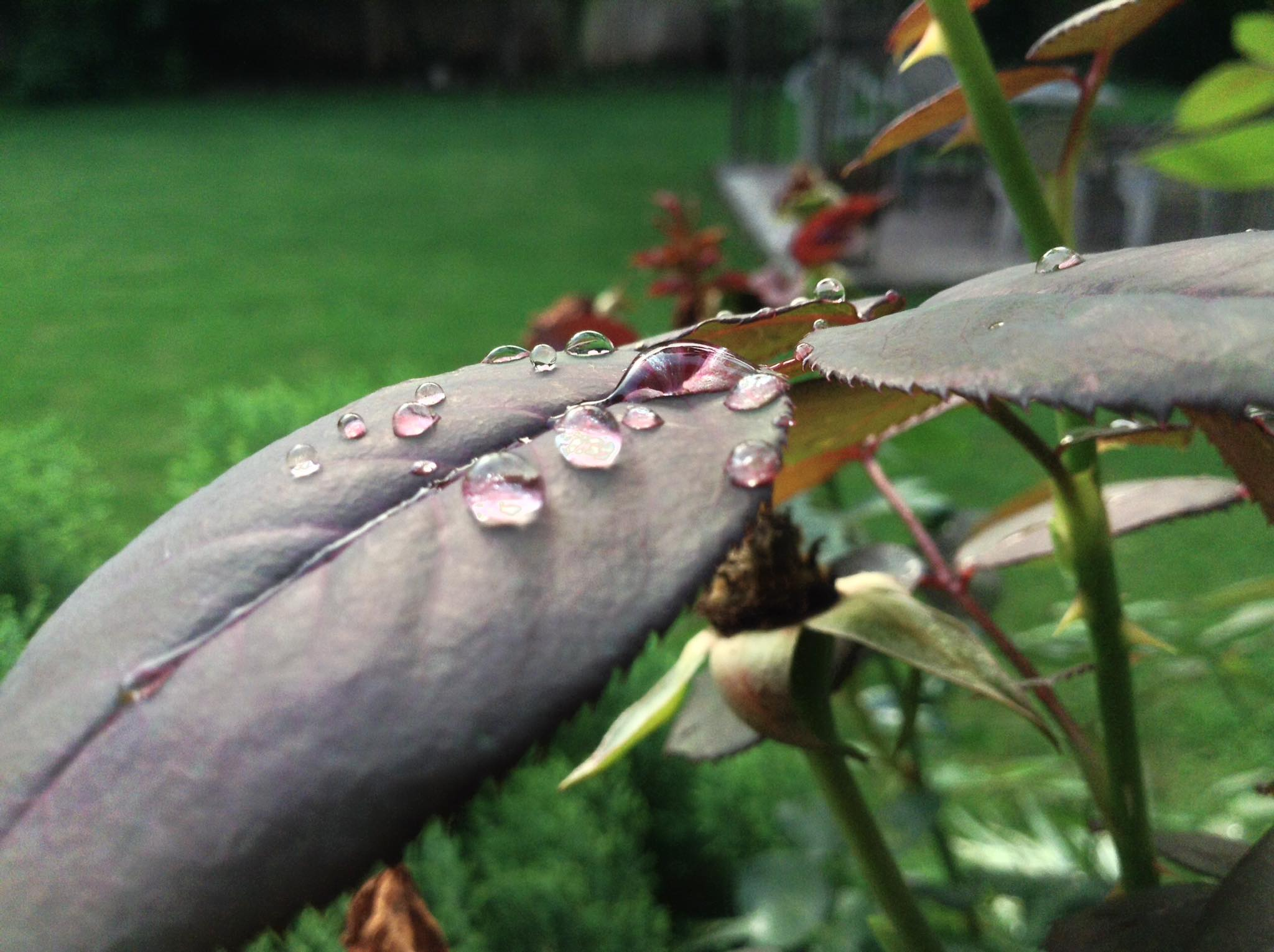
Ploaie pe frunze de Trandafir.